# 徒太陽
「徒太陽」（いたずらたいよう）は、i☆Risの5枚目のシングル。2014年6月18日にDIVE II entertainmentから発売された。

## 概要
- i☆Risの5枚目のシングル。

- 表題曲「徒太陽（読み：いたずらたいよう）」は、テレビ朝日系アニメ「最強銀河 究極ゼロ 〜バトルスピリッツ〜」第2クールエンディングテーマに起用された[2]。
- ミュージックビデオは、神奈川県三浦市にある「シーボニアマリーナ」で2014年4月25日に撮影された。
- ミュージックビデオの映像監督は、福居英晃が務めた。
- カップリング曲の「Happy New World☆」は、トレーディングカードゲーム「バトルスピリッツ ディーバブースター 〜女神たちの調べ〜」テーマソングに起用された[3]。

- CDのみ盤にのみ、「Dream☆Land」が収録されている。

## 収録曲

### CD+DVD盤
1. 徒太陽 [4:00]
作詞：ACKO、作曲・編曲：永井ルイ
  - テレビ朝日系アニメ「最強銀河 究極ゼロ 〜バトルスピリッツ〜」第2クールエンディングテーマ
2. Happy New World☆ [4:27]
作詞：森月キャス、作曲・編曲：渡辺徹
  - トレーディングカードゲーム「バトルスピリッツ ディーバブースター 〜女神たちの調べ〜」テーマソング
3. 徒太陽（Instrumental）
4. Happy New World☆（Instrumental）

DVD
1. 徒太陽 -Music Video-
2. 徒太陽 -Off Shot Movie-

### CDのみ盤
1. 徒太陽
2. Happy New World☆
3. Dream☆Land [3:28]
作詞：leonn、作曲：日比野裕史、編曲：清水武仁・渡辺徹
4. 徒太陽（Instrumental）
5. Happy New World☆（Instrumental）
6. Dream☆Land（Instrumental）